# Eubacterium hadrum
Eubacterium hadrum è una specie di batterio appartenente alla famiglia delle Eubacteriaceae.